# Linie následnictví tonžského trůnu
Následnictví tonžského trůnu se řídí principem kognatické primogenitury (muži mají přednost před ženami jen na stejné úrovni tj. bratr před sestrou) tj. trůn dění nejstarší syn krále, popř. vnuk, poté mladší synové či vnuci a poté starší dcera, její potomci a poté mladší dcery a jejich potomci, přednost má starší linie před mladší. Stejný systém následnictvíjako je používán ve Španělsku, Monaku, Thajsku, Bhútánu nebo donedávna v Británii. Následníkem trůnu může být pouze legitimní potomek některého ze synů prvního krále George Tupou I. Následník může ztratit právo na trůn pokud se ožení/provdá bez panovníkova souhlasu.

## Současná linie následnictví
- JV král George Tupou II. (1874–1918)
  -  JV královna Salote Tupou III. (1900–1965)
    -  JV král Taufa’ahau Tupou IV. (1918–2006)
      -  JV král George Tupou V. (1948-2012)
      -  JV král Tupou VI. (*1959)
        - (1) Jkv korunní princ Siaosi Tupouto’a Ulukalala (*1985)
          - (2) Jkv princ Taufaʻahau Manumataongo (*2013)
          - (3) Jkv princezna Halaevalu Mata’aho (*2014)
          - (4) Jkv princezna Nanasipau’u (*2018)
          - (5) Jkv princezna Salote Mafile'o Pilolevu (2021)

        - (6) Jkv princ Ata (*1988)
        -  (7) Jkv princezna Angelica Lātūfuipeka Tukuʻaho (*1983)

      -  (8) Jkv princezna Sālote Mafileʻo Pilolevu Tuita (*1951)
        - (9) Sālote Lupepauʻu Salamasina Pureau Vahine Arii 'o e Hau Tuita (*1977)
          - (10) Phaedra Ana Seini Tupouveihola Ikaleti Olo-'i-Fangatapu Fusituʻa (*2003)

        - (11) Titilupe Fanetupou Vavaʻu Tuita-Tu'ivakano (*1978)
          - (12) Simon Tu'iha'atu'unga George Ma'ulupekotofa Tu'ivakano (*2011)
          - (13) Michaela Tu’ivakano (*2012)
          - (14) Fatafehi Tu’ivakano (*2013)

        - (15) Frederica Lupeuluhiva Fatafehi 'o Lapaha Tuita Filipe(*1983)
          - (16) Latu’alaifotu’aika Fahina E Paepae Tian Tian Filipe (*2014)

        -  (17) Lupeolo Halaevalu Moheofo Virginia Rose Tuita (*1986)